# 関昌家
関 昌家（せき まさいえ）は作業療法の研究者。
1969年国立療養所東京病院附属リハビリテーション学院卒業後、精神科病院勤務を経て、金沢大学大学院医学系研究科助教授に就任。
精神科作業療法を独自の観点から研究し、その成果に対する評価は国内外で高い。作業療法士としては珍しく、動物実験を取り入れていた。独創性・創造性ともに非常に高く、研究者として絶大な評価を得ている。

## 著作リスト
- 作業の科学シリーズ

他多数の研究論文あり。